# Meliponicultura

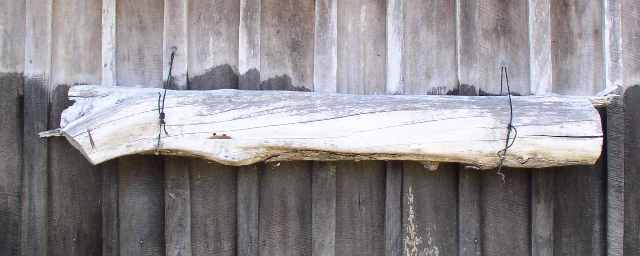
Rusc d'abella melipona

La meliponicultura és la cria de les abelles melipones o abelles sense fibló. Només en el cas que es criïn abelles del gènere Apis es denomina apicultura.
La meliponicultura no només és interessant per a la producció de mel i cera. Aquestes abelles tenen potencial com pol·linitzadors naturals, entre altres aspectes.
La meliponicultura, no és, com l'apicultura, una pràctica on les abelles pertanyin a una o dues espècies. En la meliponicultura, s'utilitza en la producció a centenars d'espècies diferents; aquest és el motiu de la diversitat tant en els ruscos i metodologies. Podríem dir que els meliponicultors de cada regió tropical o subtropical adeqüen les seves pràctiques de producció a l'espècie d'abella que manegen, motiu pel qual hi ha menys homogeneïtat en els mètodes.
L'extracció de la mel difereix de la que es dona en l'apicultura, que treballa sempre amb ruscos. Com en la meliponicultura les abelles ajunten la mel en àmfores, aquestes han de ser obligatòriament trencades o triturades per extraure la mel.

## On es practica
La pràctica està molt estesa en els països tropicals, especialment a Amèrica Central i Brasil, on els aborigens pobles de mesoamèrica les van cultivar ancestralment.